# ويليام أوتس (لاعب كريكت)
ويليام أوتس (11 يونيو 1929 بشفيلد في المملكة المتحدة - 15 مايو 2001) (بالإنجليزية: William Oates)‏ هو لاعب كريكت بريطاني. لعب مع نادي مقاطعة ديربيشاير للكريكت ‏ ونادي مقاطعة يوركشاير للكريكت ‏.

## وصلات خارجية
- ويليام أوتس على موقع إي آس بي آن كريك إنفو (الإنجليزية)